# کایرو کامیونیکیشن
کایرو کامیونیکیشن (انگلیسی: Cairo Communication) شرکت رسانه‌ای ایتالیایی است، که در سال ۱۹۹۵ توسط اوربانو کایرو تأسیس شد.